# Saint-Germain-d'Aunay
Saint-Germain-d'Aunay is een gemeente in het Franse departement Orne (regio Normandië) en telt 168 inwoners (1999). De plaats maakt deel uit van het arrondissement Mortagne-au-Perche.

## Geografie
De oppervlakte van Saint-Germain-d'Aunay bedraagt 8,6 km², de bevolkingsdichtheid is 19,5 inwoners per km².
De onderstaande kaart toont de ligging van Saint-Germain-d'Aunay met de belangrijkste infrastructuur en aangrenzende gemeenten.

## Demografie
Onderstaande figuur toont het verloop van het inwonertal (bron: INSEE-tellingen).